# Thomas Davis (politico)
Sir Thomas Robert Alexander Harries Davis, KBE (Rarotonga, 11 giugno 1917 – Rarotonga, 23 luglio 2007), è stato un medico e politico cookese, secondo e quarto primo ministro delle Isole Cook.

## Biografia
Davis si laureò presso l'Università di Otago in Nuova Zelanda nel 1945, poi lavorò come medico nelle Isole Cook.
Nel 1952, andò a studiare presso l'Università di Harvard, dove conseguì un Master in Salute Pubblica. Successivamente lavorò come fisiologo, prima di entrare nella NASA per lavorare al programma spaziale.

### Vita privata

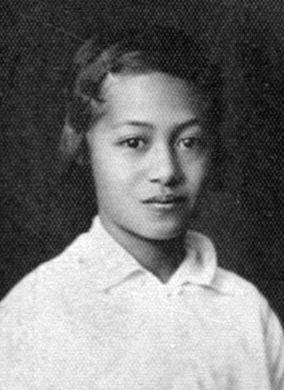
La seconda moglie di Davis, Pa Tepaeru Terito Ariki, da bambina nel 1934

La prima moglie di Davis è stata la neozelandese Lydia Davis. Nel 1979 sposò Pa Tepaeru Terito Ariki (1923–1990) e nel 2000 la statunitense Carla Cassata, da cui si separò dieci mesi prima della sua morte.
Nel 1986, Davis si unì alla fede Bahá'í. Ebbe nove figli, tre maschi e sei femmine.

## Carriera politica
Nel 1971, Davis fondò il Partito Democratico delle Isole Cook e l'anno successivo divenne leader dell'opposizione. Ricoprì il ruolo di Primo Ministro dal 25 luglio 1978 al 13 aprile 1983, e nuovamente dal 16 novembre 1983, fino al 29 luglio 1987, quando lasciò la carica mentre il Partito Democratico era ancora al potere.
Durante il primo mandato come Primo Ministro Davis apportò due modifiche alla costituzione che alterarono i simboli del paese. Nel 1979, fu adottata una nuova bandiera, per sostituire la precedente composta da 15 stelle gialle su uno sfondo verde e nel 1982, "Te Atua Mou E" divenne il nuovo inno nazionale delle Isole Cook, in sostituzione di "God Defend New Zealand".
In seguito, ricoprì il ruolo di Alto commissario in Nuova Zelanda.
Davis insieme alla sua prima moglie Lydia scrisse il libro autobiografico Doctor to the Islands (1955), il romanzo Makutu (1960) e l'inno nazionale delle Isole Cook Te Atua mou.

## Onorificenze e riconoscimenti
L'Università di Otago, nel 2005 gli conferì una laurea honoris causa in giurisprudenza.